# Hititologia
Hititologia é o estudo dos hititas, um antigo povo da Anatólia que estabeleceu um império em torno de Hatusa no II milênio a.C.. Ele combina aspectos da arqueologia, história, filologia e história da arte da civilização hitita. A hititologia é um campo de estudos que lida principalmente com os documentos escritos deixados pelos habitantes da Anatólia durante a Idade Média e Final do Bronze.

## Lista de hititologistas
Uma lista parcial de estudiosos hititas notáveis inclui:
- Selim Adalı[2]
- Metin Alparslan[3]
- Trevor R. Bryce (nascido em 1940)
- Gary Beckman
- Jeanny Vorys Canby
- Philo H. J. Houwink ten Cate (1930–2013)
- Birgit Christiansen[4]
- Billie Jean Collins[5]
- Halet Çambel
- Petra Goedegebuure[6]
- Albrecht Goetze (1897–1971)
- Oliver Gurney (1911–2001)
- Hans G. Güterbock (1908–2000)
- Harry A. Hoffner (1934–2015)
- Theo van den Hout[7]
- Bedřich Hrozný (1879–1952)
- Sara Kimball
- Alwin Kloekhorst
- Gregory McMahon
- Craig Melchert
- Jared L. Miller[8]
- Alice Mouton[9]
- Andreas Schachner[10]
- Daniel Schwemer[11]
- Itamar Singer (1946–2012)
- Edgar H. Sturtevant (1875–1952)
- Piotr Taracha[12]
- Willemijn Waal
- Kazuhiko Yoshida